# Siebgraben (Muhre)
Der Siebgraben ist ein Meliorationsgraben und orographisch linker Zufluss der Muhre auf der Gemarkung der Gemeinde Oberkrämer im Landkreis Oberhavel in Brandenburg. Der Graben beginnt auf einer Wiesenfläche östlich der Marwitzer Heide. Er verläuft von dort auf einer Länge von rund 3,7 km in östlicher Richtung und damit nördlich der Wohnbebauung des Oberkrämer Ortsteils Marwitz. Anschließend schwenkt er vorzugsweise in südöstliche Richtung und entwässert auf einer Wiesenfläche in die Muhre.